# Igreja de São Pedro da Gafanhoeira
A Igreja de São Pedro da Gafanhoeira é um templo de arquitetura gótica e maneirista datado de 1585, situado na freguesia de São Pedro de Gafanhoeira, no município Arraiolos.
Do templo primitivo gótico-manuelino apenas restam os arcos e as mísulas de descarga por detrás da tribuna do retábulo do altar-mor.
A igreja paroquial, dedicada a S. Pedro Apóstolo, que substituiu um primitivo edifício gótico, é obra da última vintena do séc. XVI fundada pelo arcebispo de Évora D. Teotónio de Bragança, que absorveu, sem destruição integral a abside manuelina. Já estava em construção no ano de 1586. 1534, data da VISITAÇÃO do bispo-infante D. Afonso, pelo que teve de ser reforçado por dois botaréus, um alpendre na porta principal e, no altar-mor, recebeu um frontal de azulejos do tipo sevilhano, além do retalhamento completo das coberturas.

## Cronologia
- 1534 - visitação do Cardeal Bispo de Évora D. Afonso, referenciando a Igreja de São Pedro da Gafanhoeira;
- 1585, c. de - provável fundação do templo actual (ESPANCA, 1975).